# Сибли, Чарлз
Чарлз Галд Сибли (англ. Charles Gald Sibley; 7 августа 1917 года, Фресно, Калифорния — 12 апреля 1998 года) — американский орнитолог и молекулярный биолог, один из основателей и лидеров в области молекулярной классификации. Его исследования коренным образом изменили понимание эволюционной истории современных видов птиц.

## Биография
После окончания учёбы в 1940 году Сибли работал в системе здравоохранения США в течение одного года. Он проходил военную службу в ВМС США, позже был призван и провёл последние 19 месяцев Второй мировой войны в Тихом океане. Его первой остановкой был остров Эмиру, который принадлежит группе островов Сент-Маттиас. Там он собрал в свободное от службы время образцы и отправил их в Музей зоологии позвоночных в Беркли. В начале 1960-х годов Сибли сосрдоточился на молекулярных исследованиях, а в начале 1970-х годов впервые осуществил гибридизацию ДНК с целью выявления взаимосвязей между современными видами птиц. На протяжении своей академической карьеры Сибли работал в шести университетах. Его первая работа была в 1948 году ассистентом в Университете Канзаса. Только год спустя он работал в колледже штата Калифорния в Сан-Хосе в качестве доцента зоологии. В 1953 году он поступил в Корнеллский университет, где в последующие годы он стал профессором орнитологии и директором орнитологической лаборатории. В 1965 году Сибли переехал в Йельский университет, где он работал профессором биологии. В 1970 году он был назначен директором Музея естественной истории имени Пибоди. В 1986 году Сибли был избран в Национальную академию наук. В том же году он вышел на пенсию.
С 1988 по 1993 год Сибли получил медаль Даниэля Жиро Эллиота, в 1991 году медаль Алессандро Гиги, а в 1993 году был назначен доцентом. В 1990 году он был избран президентом Международного орнитологического конгресса.
Некоторое время Сибли дистанцировался от своих американских коллег и широко обменивался мнениями с зарубежными коллегами. Ключевые данные Сибли, такие как тесная связь гусеобразных и курообразных, и их отличие от других новонёбных птиц, по-прежнему актуальны и сегодня. Его наиболее важные публикации «Филогения и классификация птиц» («Phylogeny and Classification of Birds») и «Распространение и таксономия птиц мира» («Distribution and Taxonomy of Birds of the World») являются одними из наиболее цитируемых орнитологических работ.